# Xanadu (utwór muzyczny Olivii Newton-John i Electric Light Orchestra)
Xanadu – piosenka z 1980 roku nagrana przez australijsko-brytyjską piosenkarkę i aktorkę Olivię Newton-John oraz brytyjski zespół Electric Light Orchestra (ELO). Napisany przez Jeffa Lynne’a utwór pojawił się w filmowym musicalu Xanadu (1980) oraz na ścieżce dźwiękowej Xanadu (1980).
Był to drugi singiel grupy ELO pochodzący ze ścieżki dźwiękowej Xanadu. Był to jedyny singiel zespołu, który zajął 1. miejsce na UK Singles Chart, głównej liście przebojów Wielkiej Brytanii (na szczycie przez 2 tygodnie); w Stanach Zjednoczonych wydawnictwo dotarło do 8. pozycji w zestawieniu „Billboardu” Hot 100. Organizacja British Phonographic Industry wyróżniła singiel certyfikatem srebrnej płyty (60 tys. egz.).
W 1998 roku Jeff Lynne powiedział o „Xanadu”: „Było to dość trudne, ponieważ był to motyw przewodni (…) filmu. Trudno było to napisać. Uważam, że pod względem budowy to jedna z moich najlepszych piosenek. Wiem, że jest trochę delikatna, prawdopodobnie, ale to… to właściwie… akordowe linie, z których jestem naprawdę bardzo zadowolony. Zawsze lubiłem sekwencje akordów. [Olivia Newton-John] zaśpiewała to świetnie”.

## Personel
Źródło: 
- Olivia Newton-John – wokal prowadzący, wokal wspierający
- Jeff Lynne – gitara, keyboard, wokal wspierający
- Bev Bevan – perkusja
- Richard Tandy – keyboard
- Kelly Groucutt – gitara basowa, wokal wspierający
- Louis Clark – instrumenty strunowe

## Listy przebojów
| Kraj   | Lista                          | Pozycja | Źr.    |
| ------ | ------------------------------ | ------- | ------ |
| AU     | Top 100 Singles                | 2       | [ 6 ]  |
| AT     | Ö3 Austria Top 40              | 1       | [ 7 ]  |
| BE-VLG | Ultratop 50 Singles (Flandria) | 1       | [ 8 ]  |
| NL     | Single Top 100                 | 1       | [ 9 ]  |
| IE     | Top 100 Singles                | 1       | [ 10 ] |
| CA     | „RPM” Top Singles              | 9       | [ 11 ] |
| DE     | Single Top 100                 | 1       | [ 12 ] |
| NO     | VG-lista                       | 1       | [ 13 ] |
| NZ     | Top 40 Singles                 | 8       | [ 14 ] |
| SE     | Topplistan                     | 3       | [ 15 ] |
| CH     | Singles Top 100                | 2       | [ 16 ] |
| GB     | Official Singles Chart Top 100 | 1       | [ 1 ]  |
| US     | Hot 100                        | 8       | [ 2 ]  |

| Kraj | Lista                          | Pozycja | Źr.    |
| ---- | ------------------------------ | ------- | ------ |
| AU   | Top 100 Singles                | 53      | [ 17 ] |
| CA   | „RPM” Top Singles              | 71      | [ 18 ] |
| GB   | Official Singles Chart Top 100 | 34      | [ 19 ] |
| US   | American Top 40                | 93      | [ 20 ] |